# Канадская выдра
Кана́дская вы́дра (лат. Lontra canadensis) — хищное млекопитающее семейства куньих, обитающее в Северной Америке.

## Этимология
Название «канадская выдра» применительно к данному виду отмечается ещё в «Полном зоологическом и ботаническом словаре», составленном Василием Эртелем и изданном в 1843 году.

## Описание
Канадская выдра крупнее обитающей в Евразии обыкновенной выдры, её масса может достигать до 14 кг. Кроме того, она отличается от обыкновенной некоторыми особенностями в строении черепа.

## Распространение
Канадская выдра обитает в реках и озёрах Северной Америки. Зимой в поисках пищи эти звери совершают многокилометровые миграции в поисках водоёма, не затянутого льдом. Места обитания вида — от тундровой зоны до Мексиканского залива. Когда-то она населяла всю Северную Америку, однако на сегодня в таких штатах США, как Индиана, Канзас, Кентукки, Небраска она больше не встречается.

## Образ жизни

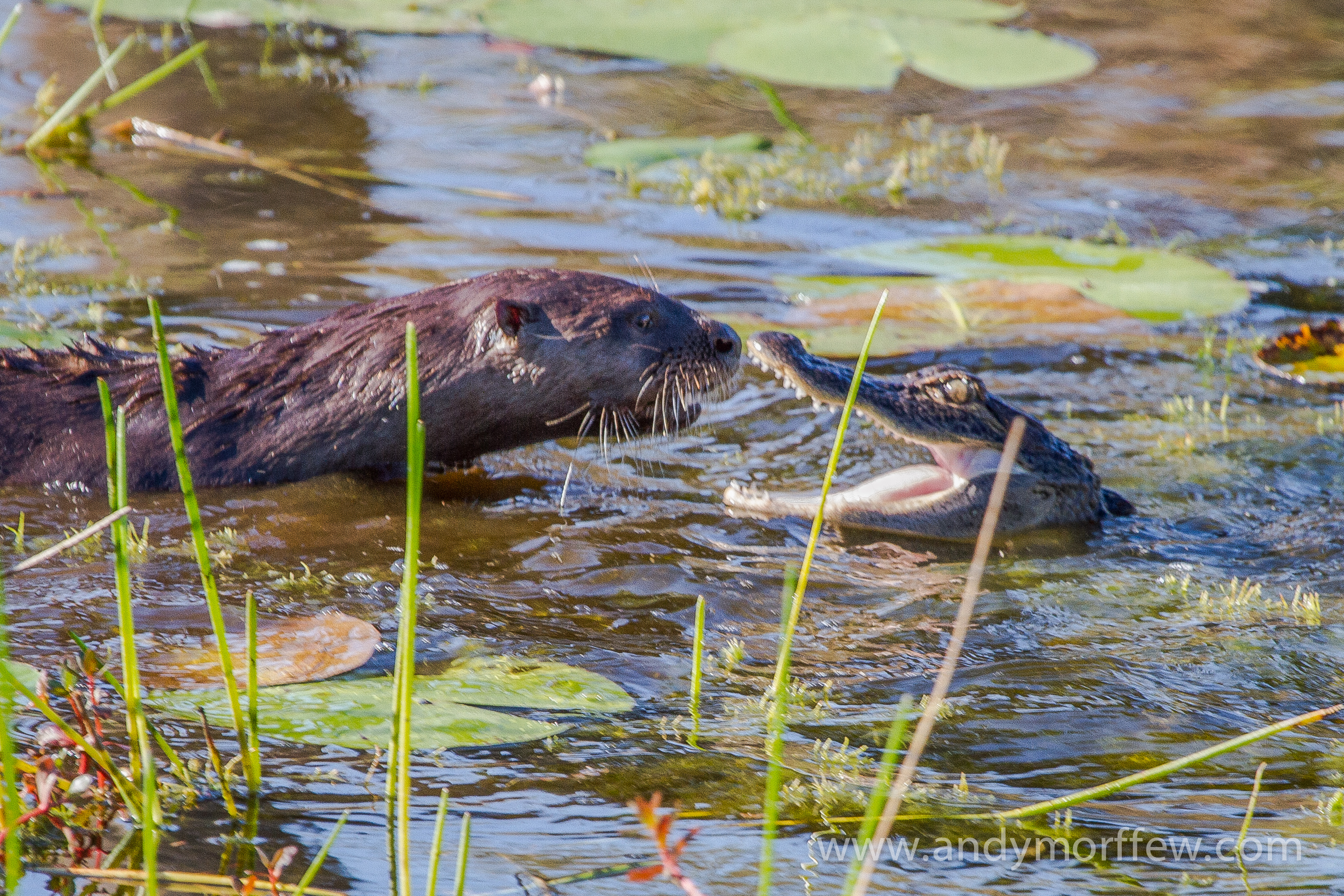
Схватка канадской выдры и молодым миссисипским аллигатором, Флорида

Образ жизни такой же, как у обыкновенной выдры.
По суше выдры передвигаются прыжками, зимой эти прыжки чередуются с длинным скользящим ходом. Животное — чрезвычайно искусный пловец — этому способствует строение её длинного веретенообразного тела[стиль].
Выдры охотятся ночью, в малонаселённых районах выходят на охоту утром и вечером. Основа её рациона — рыба, охотится на гольянов, форель, сомов, карпов и окуней, ловит лягушек, насекомых и мелких животных, в частности детёнышей бобров.
Канадская выдра охотится недалеко от поверхности воды. Заметив добычу, она ныряет и после короткой погони настигает её, впиваясь острыми зубами. Мелкую рыбу выдра съедает, лёжа на спине и придерживая пищу лапками на груди, как это делают каланы.
В два года канадская выдра становится половозрелой. Гон у самок начинается в середине лета. Беременность длится от 9,5 до 10 месяцев, увеличиваясь за счёт задержки в развитии эмбриона. Незадолго до родов самка находит на берегу укрытие, пригодное для малышей, например нору бобра или дупло. Детёныши появляются на свет слепыми и беспомощными, но покрытые шерстью. В выводке может быть от одного до четырёх детёнышей. Глаза у них открываются на 35-й день. В возрасте десяти недель детёныши выходят из нор. Самец нередко присоединяется к семье, когда детёнышам исполняется шесть недель.

## В культуре
Канадская выдра оставила глубокий след в американской культуре: как и в культуре коренных народов — индейцев, так и потомков европейских колонизаторов и угнанных африканских рабов.

### Мифология и фольклор
- Выдра была одним из главных мифологических образов в мифологии оджибве (чиппева). Так, в мифе о происхождении времён года «выдра уносит лето», в одном из вариантов фигурируют две выдры: Большая Выдра и Малая Выдра, идущие в поход с другими зверями за освобождение перелётных птиц и следующий за ними приход весны. Большая Выдра была включена в отряд вопреки желанию остальных зверей, и из-за неё приходится дважды зайти к старухе, прежде, чем им удаётся добыть еду, которую позже приносит старик. Тем временем Ондатра продырявливает лодки, Бобр прогрызает вёсла, а Карибу, дабы отвлечь хозяев заточённых птиц, бросается вброд через узкое место в озере, но него лает Лис. Хозяева бросаются в погоню за оленем, а тем временем Малая Выдра освобождает птиц, спасаясь от преследователей, он лезет на дерево, а оттуда - на небо, после чего становится созвездием Большая Медведица. По возвращении зверей из похода они решают, сколько должно быть зимних месяцев в году. Карибу предлагает, чтобы число равнялось количеству шерстинок на его шкуре, а Бурундук — по числу полосок на его спинке, шесть. На том звери и порешили[3].
- Среди народов американской Субарктики распространён фольклорный сюжет, условно называемый российским этнографом Юрием Берёзкиным «мыши в вагине»: в женском влагалище оказывается множество мелких зверьков с острыми зубами. В сказке народа хэн (хан) он выглядит следующим образом: Выдра приглашает Бобра совокупиться с ней, но тот видит в её влагалище кусачих животных: ласок, норок и мышей. Чтобы избавиться от них, Бобр засовывает в лоно Выдры палку, но сидящие там зверьки раскусывают палку, затем Бобр суёт туда же раскалённый камень, и выдра умирает, а сидевшие во влагалище животные выскакивают наружу и Бобр убивает их[4].
- Народная сказка наскапи, индейского народа, проживающего на полуострове Лабрадор — маленький мальчик плачет, и требует певчих птиц. Его отец обещает Выдре, Волку, Росомахе и Ондатре, что если они достанут лето, то он не будет на них охотиться. Те приходят к Бобру, который для них сваривает трёх своих собственных детей-бобрят и отрезает кусок собственного жира. Затем путники приходят к старику, чья супруга — рыба-чукучан (англ. suckerfish), и просят дать им лето, но старик отказывает им. Тогда Выдра спускает бревно, и все принимают Выдру на бревне за лося и бросаются за погоню. В это самое время гости уносят корзины с птицами, старик пускается в погоню уже за ними. Но Ондатру не утопить, весло застряло в иглах Дикобраза, пущенная во время погони стрела застревает в заду Ильки (пекана, англ. fisher), тот возносится на небо и становится звездой, называемой наскапи «Илькой» (вторая звезда рукоятки ковша Большой Медведицы — и есть место, куда, согласно сказке, вонзилась стрела). Наконец, звери приносят певчих птиц мальчику: тот убивает одну из них, и надев её шкурку, сам становится птицей и улетает с ними, на прощание говоря отцу, что вернётся в следующем году[5][6].
- Сходный сюжет присутствует у этиологической сказки гуронов-виандотов (народ группы ирокезов), исторически проживавшего в Онтарио. Маленький детёныш-илька плачется своему отцу, чтобы он добыл лето, до этого он пытался застрелить белку, но та просит пощадить её и учит, как сделать, чтобы стало тепло: плакать, до тех пор, пока отец-илька не возьмётся за добычу лета. Илька собирается в путь вместе с Выдрой, Бобром, Барсуком и Рысью, и приходят к старику, показывающему им путь на вершину горы. Звери безуспешно пытаются проломать отверстие в небе, с чем успешно справляется Барсук. Звери проделывают дыру в сосуде с птицами, и они устремляются на землю, неся с собой тепло, однако Илька не успевает спуститься на землю, поскольку отверстие в небе закрывается, его смертельно ранят в кончик хвоста, и он остается на небе, превращаясь в Большую Медведицу[6].
- В фольклоре микмаков (Нью-Брансуик, Новая Шотландия, Новая Англия) Выдра (англ. Keoonik, мик. giwnig) является трикстером, обводящих вокруг пальца других животных, включая такого же трикстера, Кролика (англ. Ableegumooch); при том Выдра, в отличие от некоторых других животных-трикстеров в фольклоре индейцев, не злонамерен. Сами Выдра и Кролик — популярные персонажи микмакских народных сказок о животных, как правило, рассказываемых детям[7]. В одной из них Кролик в поисках еды (зимой ему приходилось голодать из-за сложностей в поиске пище) заходит в стоявший на берегу реки вигвам Выдры, тот, поприветствовав гостя, говорит дочери приготовить огонь для ужина, а сам скатывается с ледяной горки в прорубь и выныривает с угрями, нанизанными на крючки (взятыми из вигвама). Кролик, отведав угрей с Выдрой и его дочерью, решает точно так же ловить угрей, и договорившись с хозяином пообедать угрями через три дня, на следующее утро уговаривает свою бабушку (жившую с ним в одном вигваме) перенести жилище ближе к реке. После чего Кролик делает ледяную горку, как у Выдры, а на третий день в гости заявляется Выдра. Кролик, сказав бабушке развести огонь, и захватив палку (на которую собирался нанизывать угрей), пытается кое-как спуститься в прорубь по своей горке, но кубарем падает с горки и, упав воду, едва не тонет, а Выдра добывает-таки рыбу и бросает на пол вигвама, с недовольством уходя домой, так и не дождавшись обеда[8][9].
- В русском пересказе сказки «Как братец Кролик напугал своих соседей» (англ. How Brother Rabbit Frightened His Neighbors, Brer Rabbit Frightens the Animals[10]), входящем в состав «Сказок дядюшки Римуса» (афроамериканские народные сказки в литературной обработке Джоэля Харриса), выполненном Михаилом Гершензоном для журнала «Мурзилка» (выпущен в выпуске за февраль 1936 год[11], затем — в отдельной книге «Как братец Кролик победил льва» 1941 года[12]) персонаж Братец Норка (англ. Brer Mink) и его жена (англ. Miss Mink) были переименованы соответственно в Братца Выдру и Сестрицу Выдру.